# La Roche-Guyon
La Roche-Guyon egy község Franciaországban. Lakosainak száma 423 fő (2022. január 1.).

## Népesség
A település népessége az elmúlt években az alábbi módon változott:
| Lakosok száma | 463  | 464  | 510  | 478  | 479  | 479  | 479  | 448  | 423  |
|               | 2013 | 2015 | 2016 | 2017 | 2018 | 2019 | 2020 | 2021 | 2022 |

## Földrajza
La Roche-Guyon Amenucourt, Gasny, Freneuse, Gommecourt, Moisson, Chérence és Haute-Isle községekkel határos.